# Actus purus
Actus purus is Latijn voor 'pure act' of zuivere act, in tegenstelling tot 'pure potentie' of 'prima materia'. Aristoteles had het vooral over de beweging of de verandering in zijn werken Fysica en Meta-fysica. Beweging zag hij als de omzetting van potentie in act of van mogelijkheid in daadwerkelijkheid. Vandaar ook  de beroemde 'zijnsorde' van Aristoteles, die onderaan begon met 'prima materia' of 'pure' materie, die slechts potentie was en niet kon bestaan zonder de vorm. Eerst waar vorm en materie in aanraking komen, ontstaat de beweging. Daarboven klasseerde hij de elementen dan de mineralen, dan de planten, de dieren, de mens en zijn ziel en ten slotte de actus purus of de God zelf, die dan ook pure vorm was zonder materie, en tevens eerste oorzaak en 'onbewogen beweger'.
Actus purus is een Latijnse term die eveneens gebruikt wordt in de scholastische filosofie van het christendom (in het bijzonder het katholicisme) om de absolute volmaaktheid en almacht van God aan te geven. Men gelooft ook dat het  onmogelijk is om God te begrijpen, dit kan alleen God zelf, actus purus betekent letterlijk: goede daad (of in het oorspronkelijke Middelnederlands: zuyv're daed).